# Peter Dik
Peter Dik (russ. Пётр Гергардович Дик, nach deutscher Transkription Pjotr Gerhardowitsch Dik; * 1. Januar 1939 in Gljaden, Region Altai, UdSSR; † 14. August 2002 in Worpswede) war ein russlanddeutscher Maler und Grafiker.

## Leben
Peter Dik erhielt seine Ausbildung zum Künstler an der Moskauer Fachhochschule für Gestaltung (früher: Stroganow-Schule). Den Abschluss machte er 1973. Seit 1975 nahm er an lokalen, überregionalen und unionsweiten Ausstellungen teil. Seit 1977 war Dik Mitglied des Künstlerverbandes der UdSSR. Er wies eine Reihe von Einzelausstellungen auf: 1982 zum ersten Mal in der Stadt Wladimir (ein zweites Mal 1989), 1985 und 1989 in Leningrad (heute Sankt Petersburg), 1991 in Walka und in Riga (Lettland) sowie in Tartu (Estland); seine Arbeiten wurden auch im Ausland gezeigt.
Seit den späten 1960er-Jahren lebte Peter Dik in Wladimir. Im Jahre 1991 – kurz vor der Auflösung der Sowjetunion – wurde er als Verdienter Künstler der RSFSR, und im Jahre 1999 als Volkskünstler der Russischen Föderation ausgezeichnet.
Peter Dik verstarb am 14. August 2002, am Vorabend einer Eröffnung seiner Ausstellung in Worpswede. Er liegt in Wladimir begraben.

## Werk
Dik begann seine künstlerischen Karriere nach Abschluss seiner Studien mit plastischen Arbeiten aus Metall. Spätere wendete er sich vermehrt der Grafik, insbesondere der Monotypie und der Lithografie zu.
Diks Themen sind eher konventionell. Er malt sowohl Porträts als auch Genreszenen, Stillleben und Landschaften, die sich jedoch in der Form der bildlichen Abstraktion annähern.
Für seine Pastellmalerei entwickelte er eine spezielle Technik, indem auf einen rauen Bildträger, wie Sand- oder Schmirgelpapier, Kohle und Pastell mit dem Finger aufträgt, wobei weniger ein grafischer als ein verschwommen-malerischer Eindruck entsteht. Seine zartfarbenen, dem späten Naturalismus oder auch dem Impressionismus verpflichteten Bilder, haben eine fast träumerisch-traumhafte Atmosphäre.
Nach dem Zerfall der Sowjetunion stellte Dik seine Werke auch in den deutschen Städten Düsseldorf, Berlin, München, Sankt Augustin, Hamburg, Nürnberg, Pommersfelden und Erlangen aus. Die bayerische Landesstiftung für Kunstsammlungen erwarb in München Werke des Künstlers. In Russland sind seine Gemälde in der Tretjakow-Galerie, dem Russischen Museum, dem Wladimir-Susdal-Museum, im Museum von Nowosibirsk, Omsk, Orjol, Twer, Tula, Tjumen, in der Sammlung der Zeitschrift «Наше наследие» (dt. Unser Erbe) wie auch in Privatsammlungen in Russland und dem Ausland zu finden.

## Ausstellungen (Auswahl)
- 1994: Staatliche Tretjakow-Galerie
- 2005: Subtraktion von Zufälligkeiten. Pastelle von Pjotr Dik, Staatliches Puschkin-Museum für Bildende Kunst, Moskau
- 2009: Zentrum der bildenden Künste, Lipezk
- 2009: Pjotr Dik, Regionales Staatskunstmuseum „Liberov-Zentrum“, Omsk
- 2011: Spaziergänge in der Stille. Pastelle von Pjotr Dik in den Sammlungen der Omsker Museen. Palast des Generalgouverneurs, Omsk
- 2012: Pjotr Dik. Territorium der Stille. Staatliches Russisches Museum Stroganov-Palast, Sankt-Petersburg
- 2014: Mensch und Welt. Staatliches Radischtschew-Kunstmuseum, Saratow